# La Florida (Entre Ríos)
La Florida é uma junta de governo da província de Entre Ríos, na Argentina.